# Rhaphuma nigrocincta
Rhaphuma nigrocincta là một loài bọ cánh cứng trong họ Cerambycidae.